# 鷲ノ木遺跡

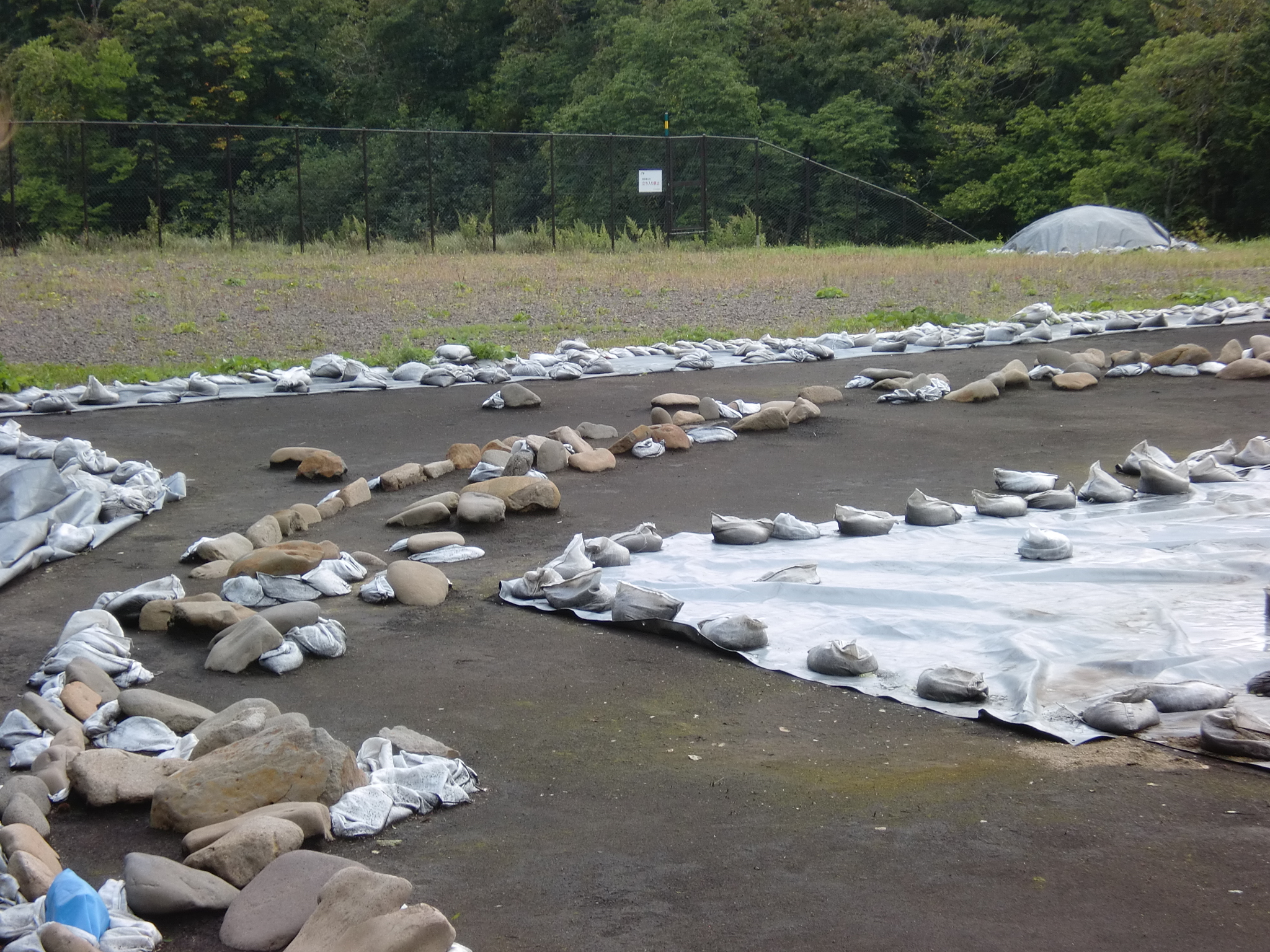
鷲ノ木遺跡環状列石。現在は保護シートがかけられている。

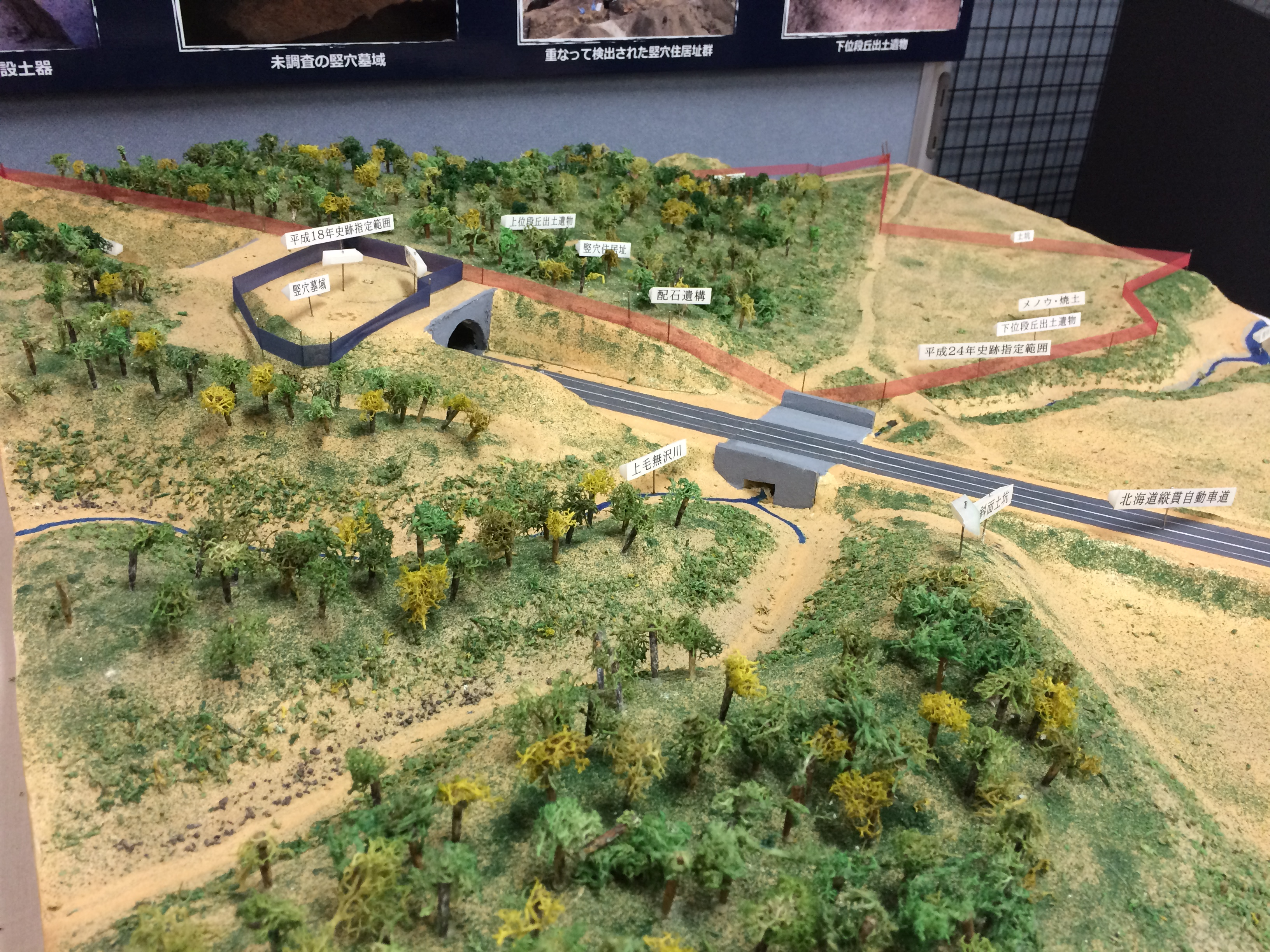
森町遺跡発掘事務所内にある鷲ノ木遺跡の模型。

鷲ノ木遺跡（わしのきいせき）は、北海道茅部郡森町鷲ノ木町に所在する縄文時代の遺跡である。

## 概要
縄文時代後期前半（約4,000年前）の環状列石と竪穴墓域、配石遺構や竪穴建物が発見されており、北日本における縄文時代の墓制や祭祀、東北地方との交流を考えるうえで貴重な遺跡である。2006年（平成18年）1月26日に、国の史跡に指定されている。遺跡は内浦湾（噴火湾）から直線距離で約1キロメートル内陸に所在する。
環状列石と竪穴墓域は、桂川支流の上毛無沢川と下毛無沢川に挟まれた標高68メートルの舌状台地の南西部に位置し、環状列石構築期に前後する遺構が南方の標高約20メートル低い台地から発見されている。
環状列石内からは遺物が少量しか発見されておらず、片付け（整理・整頓）が行われたことも考えられている。

## 沿革
- 2002年（平成14年） 鷲ノ木4遺跡発掘調査の際に、工事用道路の法面から遺物が採集され、鷲ノ木5遺跡として登録される[3]。
- 2003年（平成15年） 環状列石の存在が明らかになると伴に、環状列石南側約5メートル地点で発見された竪穴墓域とあわせ、遺跡の重要性が確認される[3]。
- 2005年 (平成17年） 2004年（平成16年）から北海道教育委員会が日本道路公団（現：東日本高速道路）に遺跡保存の依頼を行い、トンネル工法により高速道路を整備し遺跡の現状保存の合意がなされる[3]。
- 2006年 (平成18年） 鷲ノ木5遺跡と鷲ノ木3遺跡を統合し、鷲ノ木遺跡として国の史跡に指定される[3]。
- 2012年（平成24年） 国の史跡「鷲ノ木遺跡」に80,136.37平方メートルの土地が追加指定され、指定区域の合計面積は82,856.87平方メートルとなった[4]。

## 環状列石
30〜40センチメートルの石が平行な環状に並べられており、外環と内環の二重構造をもつ。外環は石の長軸方向を連ねて配置し、内環は石の長軸方向を中心部に向けて配置されている。環状列石の中心部には小規模な楕円形の配石があり、石の数は602個である。
環状列石の外環は36.9メートル×33.8メートルの大きさである。

## 竪穴墓域

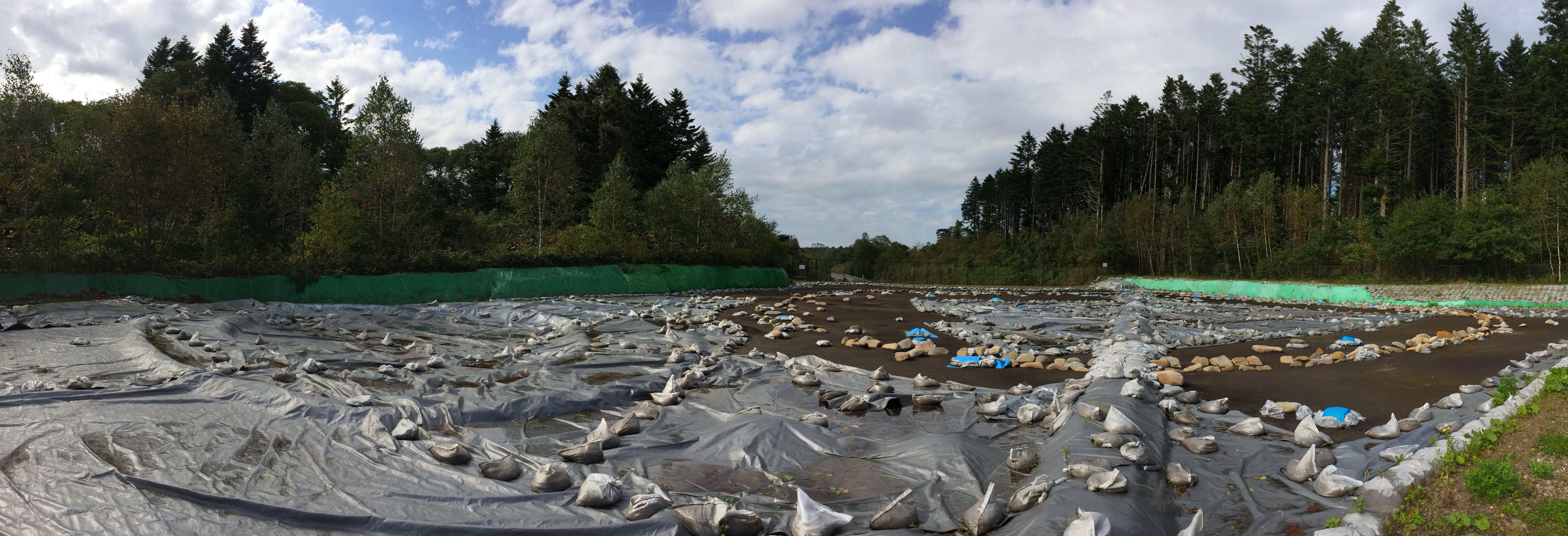
画像左から竪穴墓域があり、環状列石に続く。現在はシートにて保護されている。

環状列石の南約5メートルに位置する。大きさ11.6メートル×9.2メートルの竪穴内に7基の土坑と4基のピット（小さな穴）をもつ。土坑の大きさは直径1メートル〜2.3メートル、深さは30センチメートル〜90センチメートルであり、出土した遺物や土の堆積状況から墓と考えられている。
縄文時代後期後葉〜晩期初頭に道央や道東で造られた周提墓（環状土籬(かんじょうどり)ともいう）等の始まりを考えるうえで、重要な遺構である。